# 케네디타운역
케네디타운역(Kennedy Town), 또는 광둥어로 긴네이데이싱역 (堅尼地城)은 홍콩섬 북서부 중사이구의 케네디타운에 위치한 공도선의 종착역이다.

## 역사

### 계획
1970년 《홍콩 대중교통: 추가 연구》 (Hong Kong Mass Transit: Further Studies)라는 홍콩 도시교통 계획안에서는 '케네디역' (Kennedy, 중국어 정체자: 堅尼地)이란 이름으로 처음 소개되었다. 1980년대 공도선이 건설되면서 함께 지어질 역으로 여겨졌으나 초반 계획과는 달리 낮은 승객수요와 기술적 문제로 인해, 공도선이 서쪽으로 성완역까지만 개통되면서 실현되지 못했다.
2005년 6월 공도선 서부연장구간이 최종 계획되면서 케네디타운역의 신설이 확정되었다. 당초에는 남구의 통근승객 수요와 연계하여 중형철도를 짓고자 하였으나, 현지 주민들의 반발로 중전철인 기존 공도선을 연장하는 쪽으로 선회하게 되었다.

### 설계와 공사
케네디타운역은 TFP 패럴스 사에서 설계를 맡았다. 지하역과 터널 공사는 개먼 컨스트로덕션에서 맡았으며 계약금은 13억 4000만 홍콩 달러였다. 승강장 터널 길이는 총 650m였다.
공사는 2010년부터 착공에 들어가 2014년까지 진행하였다. 공사 과정에서 2011년에는 역 부지에 있던 지역 수영장을 철거하였다. 이에 앞서 2009년 7월 케네디타운 수영장 이전공사 입찰이 진행되었으며 2011년 케네디타운 바닷가에 새로 들어서게 되었다.
2014년 12월 28일 홍콩대학역과 함께 문을 열었다.

## 역 구조
케네디타운역은 케네디타운의 스미스필드 지역에 있던 옛 케네디타운 수영장 부지에 지어진 지하 역이다. 역 지상층에는 대중교통 환승 정거장이 들어서 있다.
역 서쪽으로는 두 개의 선로가 하나로 합쳐지는 구조이며, 종착역에 다다른 열차가 행선지를 교체하기 위한 대피선도 설치되어 있다.
| G        | 1층                        | 출구, 대중교통 환승               |
| C        | 대합실                     | 고객서비스, MTR 샵                |
| P 승강장 | 상대식 승강장, 왼쪽문 열림 | 상대식 승강장, 왼쪽문 열림        |
| P 승강장 | 승강장 1                   | → 공도선 차이완 방면 (홍콩대학) → |
| P 승강장 | 벽                         |                                   |
| P 승강장 | 승강장 2                   | ← 공도선 종착 승강장              |
| P 승강장 | 상대식 승강장, 왼쪽문 열림 |                                   |

### 역 출구
- A : 스미스필드 (미니버스 터미널)
- B : 록힐 스트리트, 노스 스트리트
- C: 포브스 스트리트, 스미스필드, 케네디타운 놀이터[6][7]

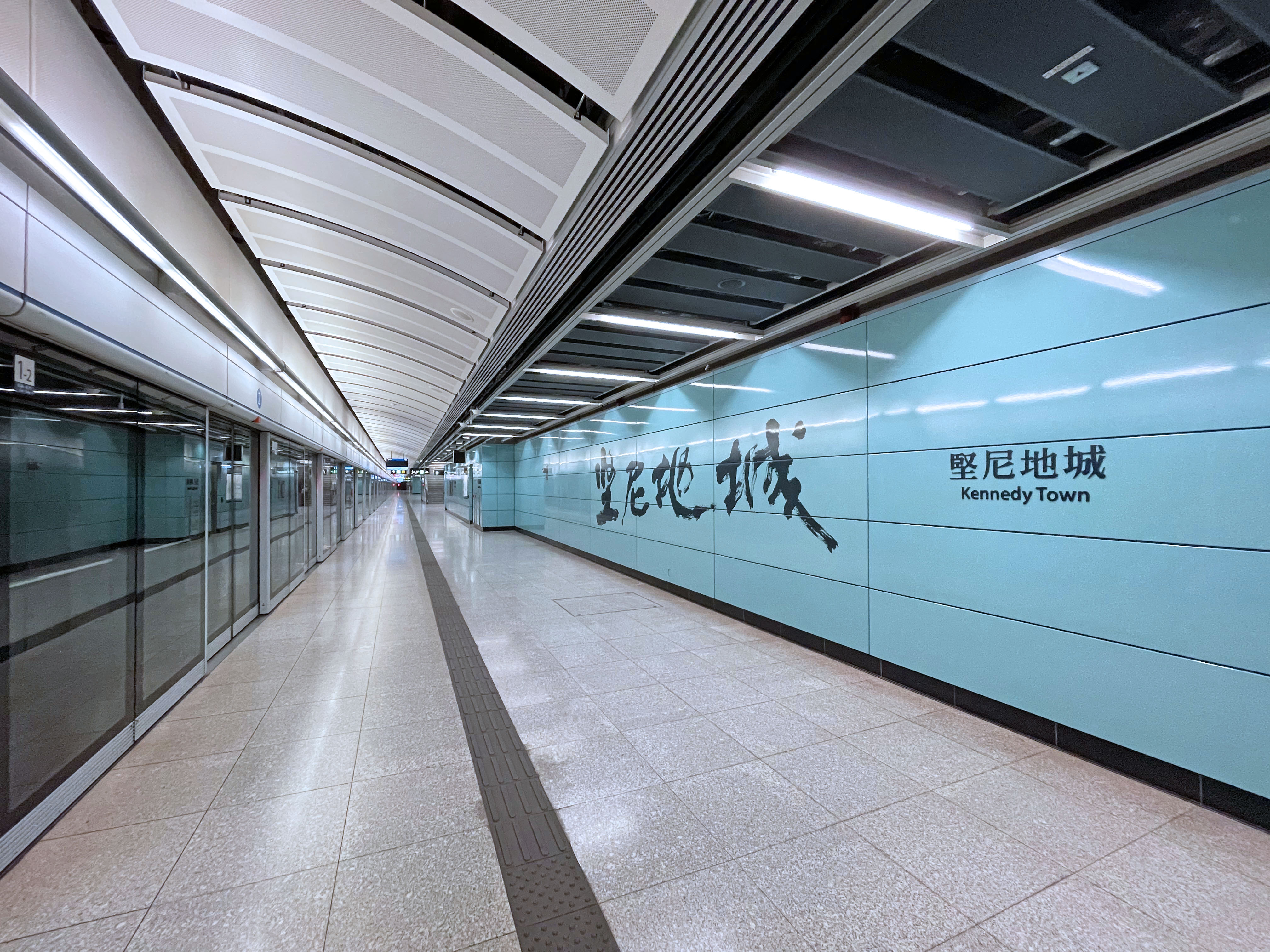
2번 승강장 (종착 승강장)
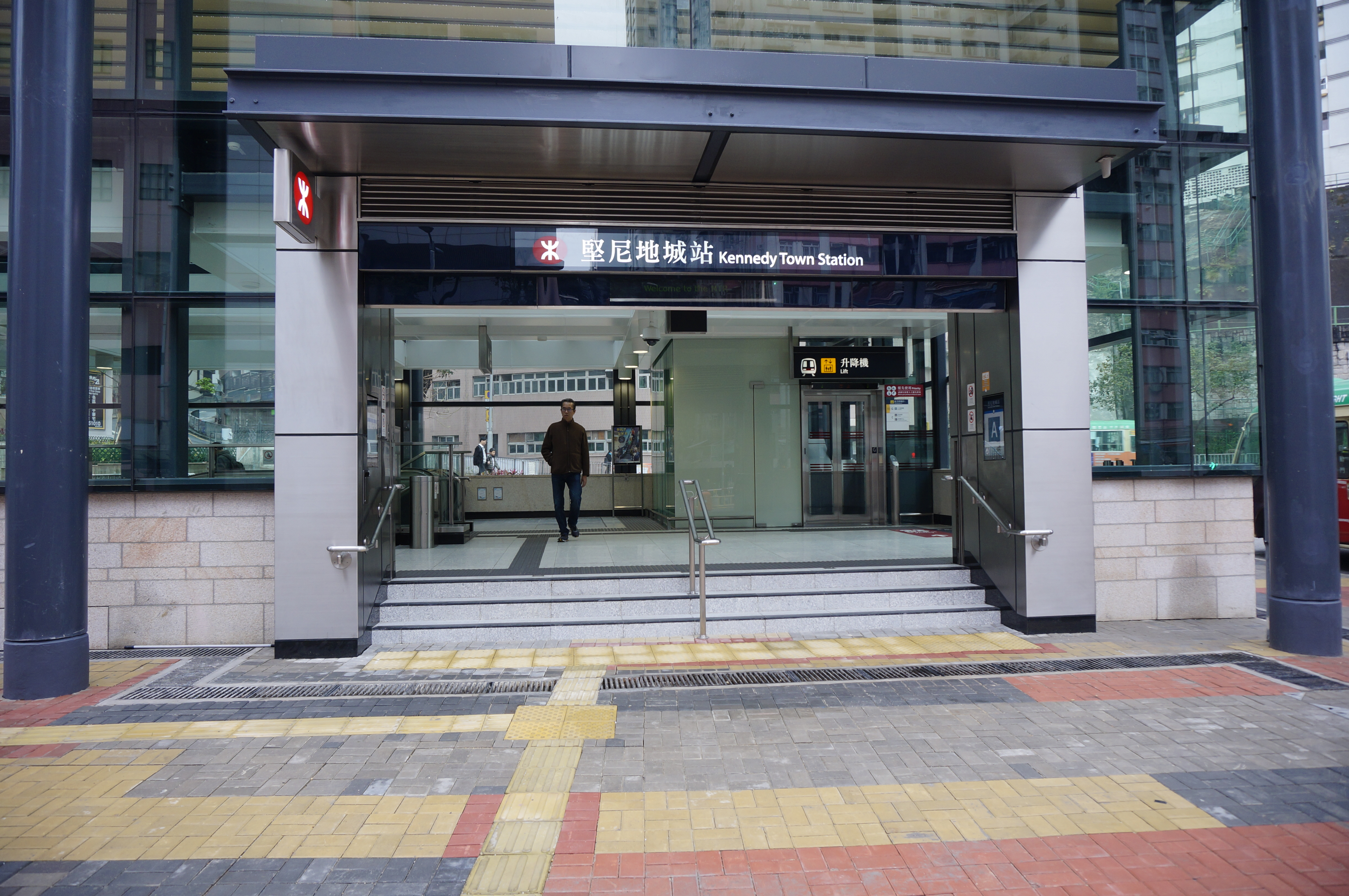
A출구
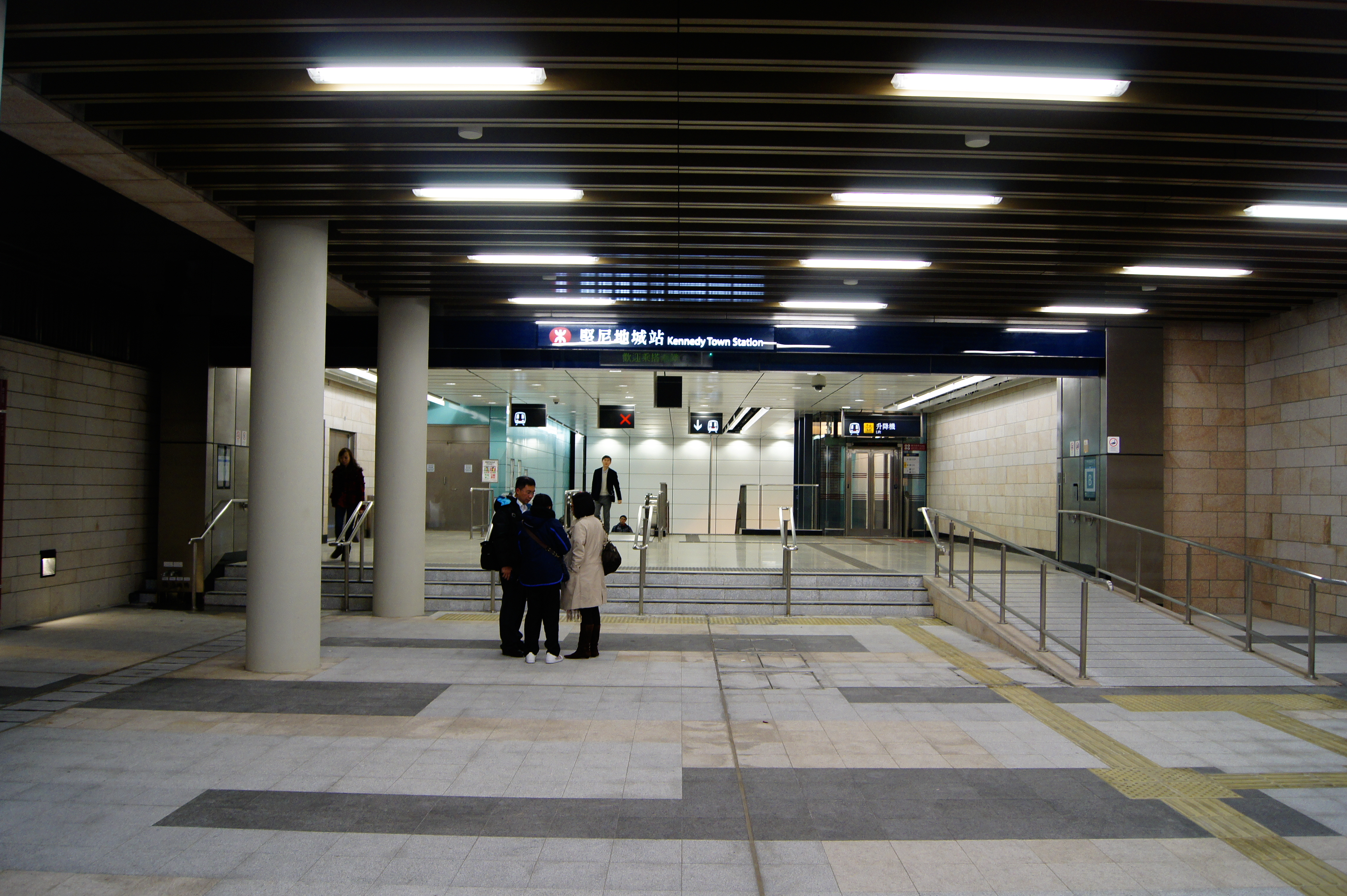
B출구
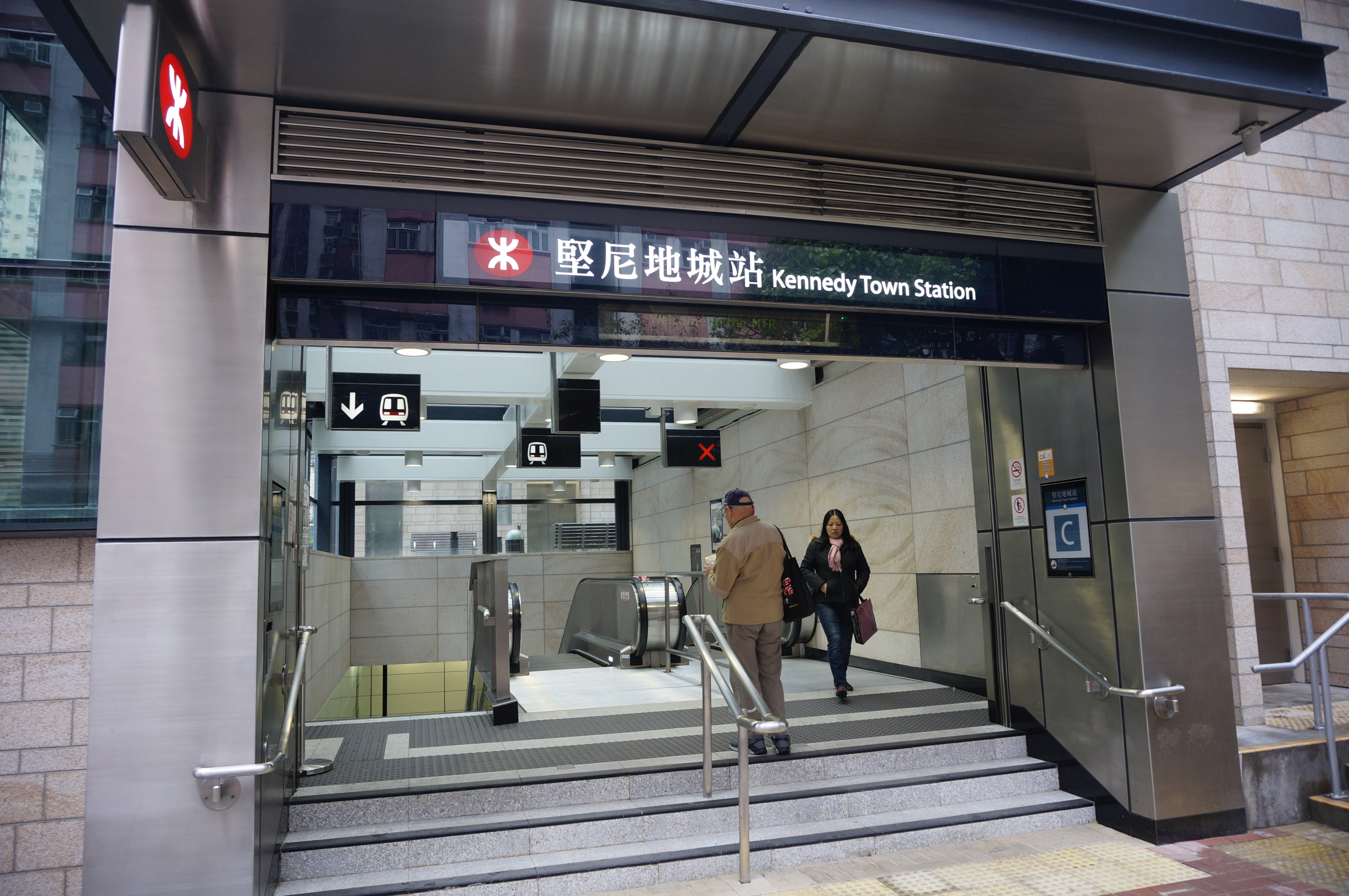
C출구

## 승객시설

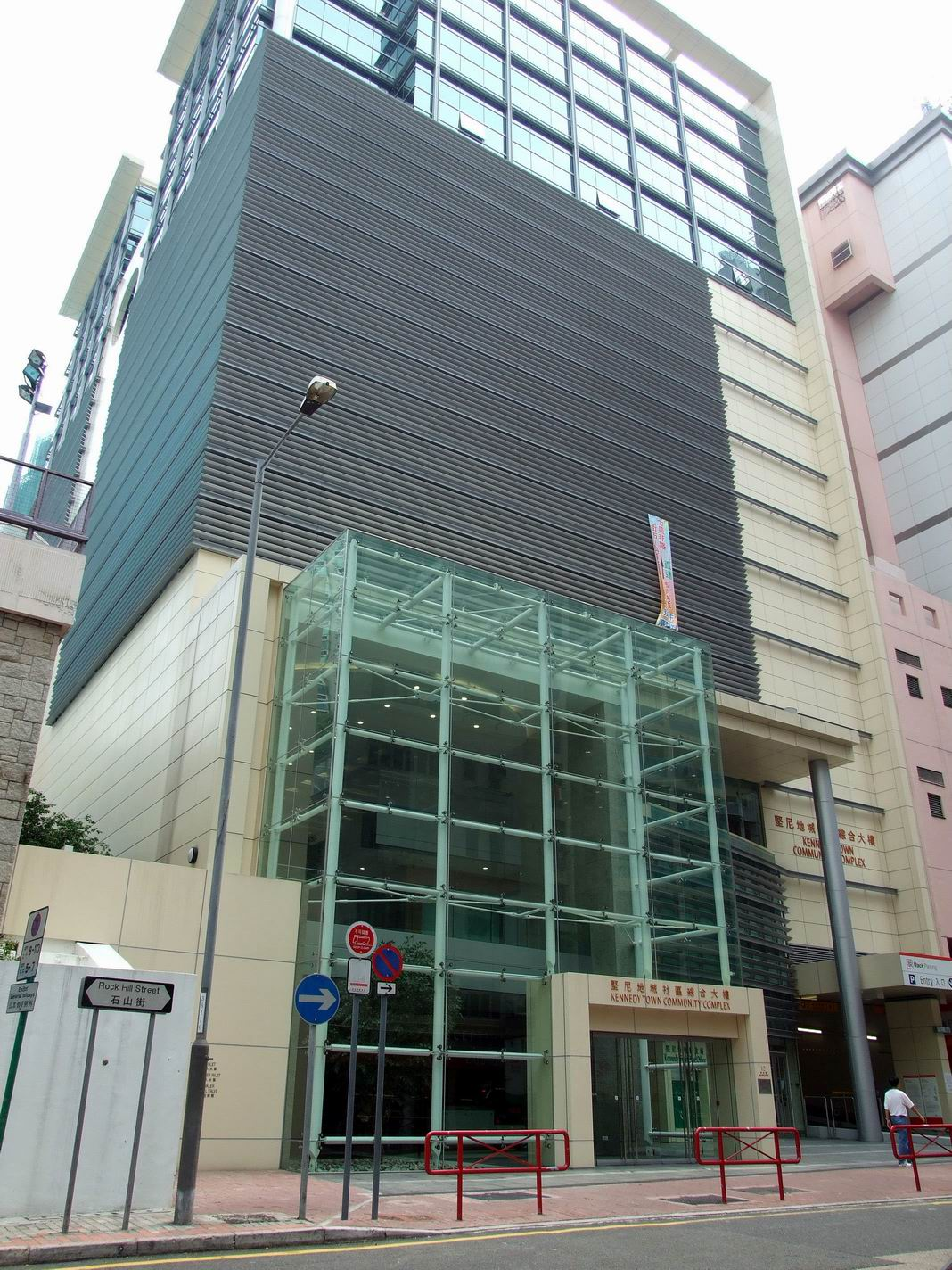
케네디타운 주민센터
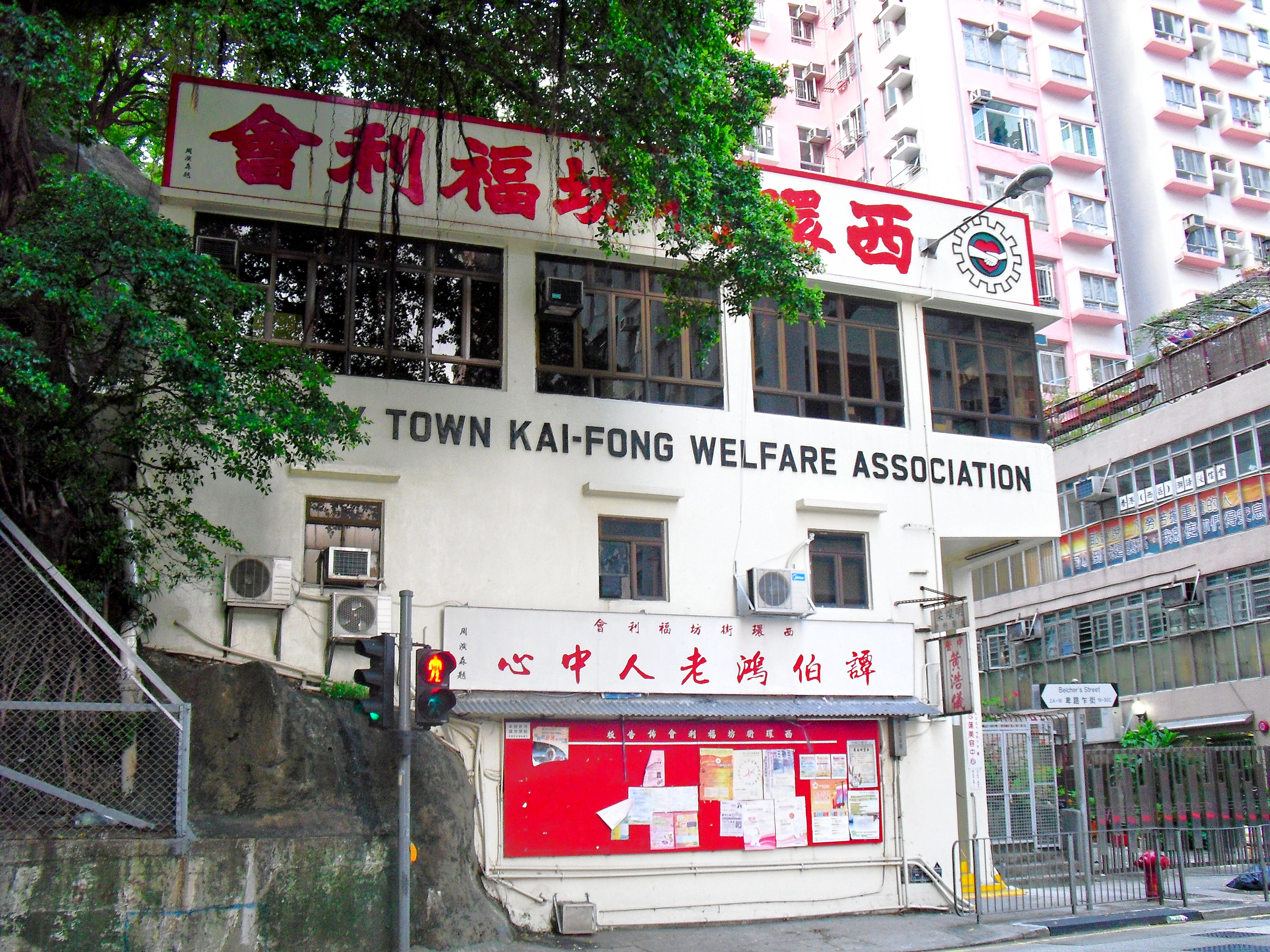
케네디타운 카이퐁 복지협회
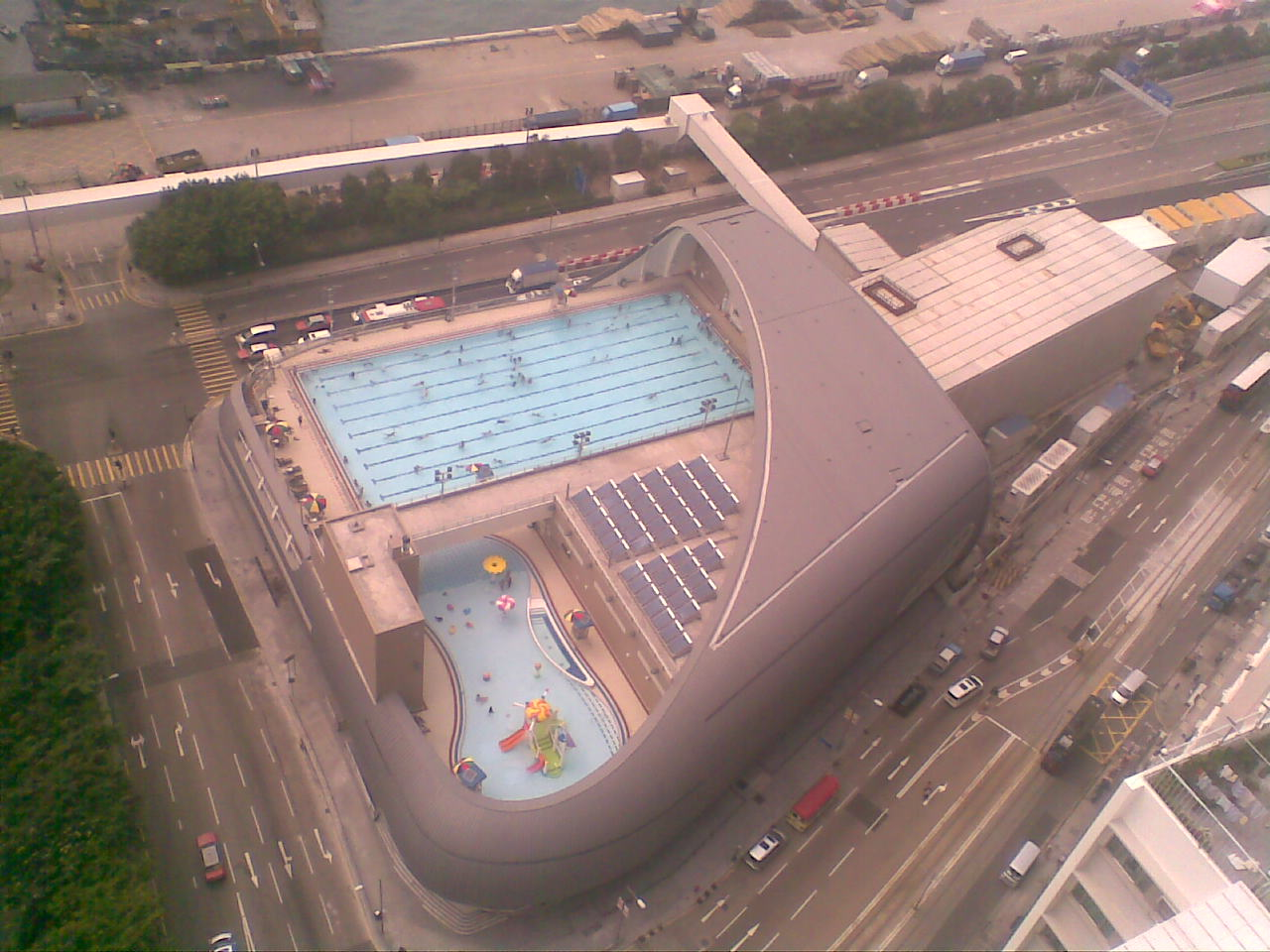
케네디타운 수영장 (2011년 신설이전)